# Мария Пенкова
Мария Владимирова Пенкова е българска тенисистка, родена на 25 юни 1984 г. Състезателка за Фед Къп, като в актива си има три победи и шест загуби.
Състезателка на Тенис клуб „Левски“ и трикратна държавна шампионка на България при жените през 2004, 2005 и 2006 г. Прекратява състезателната си кариера в края на 2006 г.
През 2005 г. участва с „Черно море Елит“ в европейското клубно първенство в Рен, Франция, където отбора става европейски шампион в състав Виргиния Трифонова, Сесил Каратанчева, Мария Пенкова и Цветана Пиронкова.

## Класиране в ранглистата в края на годината
| Година | 1999 | 2002 | 2003 | 2004 | 2005 | 2006 |
| Сингъл | 952  | 620  | 515  | 463  | 486  | 424  |
| Двойки | -    | 977  | 692  | 518  | 700  | -    |

## Финали

### Титли на сингъл (2)
| Година | Турнир   | Категория    | Съперник      | Резултат    |
| 2006   | Русе     | ITF $ 10 000 | Диа Евтимова  | 5-7 6-4 6-1 |
| -      | Прокупле | ITF $ 10 000 | Миляна Аданко | 6-4 4-6 6-4 |

### Загубени финали на сингъл (2)
| Година | Турнир           | Категория    | Съперник                  | Резултат |
| 2005   | Рим - Боргесиана | ITF $ 10 000 | Араван Резаи              | 2-6 3-6  |
| -      | Букурещ 7        | ITF $ 10 000 | Корина-Клаудия Кордунеану | 2-6 3-6  |

### Загубени финали на двойки (1)
| Година | Турнир   | Категория    | Партньор    | Съперници                      | Резултат |
| 2004   | Макарска | ITF $ 10 000 | Лиза Тонети | Мартина Бабакова Ивета Герлова | 1-6 4-6  |